# Raymond Chevallier
Pour les articles homonymes, voir Chevallier.
 (février 2020).
Si vous disposez d'ouvrages ou d'articles de référence ou si vous connaissez des sites web de qualité traitant du thème abordé ici, merci de compléter l'article en donnant les références utiles à sa vérifiabilité et en les liant à la section « Notes et références ».
Raymond Chevallier (21 juin 1929 - 30 novembre 2004) est un latiniste, historien et archéologue français.
Ancien membre de l'École française de Rome, président honoraire de la Société française de photogrammétrie et télédétection, il fut maître-assistant à l'École pratique des hautes études, puis chargé d'enseignement et enfin professeur de langue et littérature latines à l'université de Tours. Il s'était spécialisé dans l'étude des voies romaines et des traces antiques par la photographie aérienne.

## Biographie
Né à Bourg-en-Bresse en 1929, dans une famille d’instituteurs, Raymond Chevallier entra à l’École normale supérieure de la rue d’Ulm en 1950. Brillamment reçu à l’agrégation de lettres, puis diplômé de l’École pratique des hautes études, IVe section, en 1955, il partit ensuite pour l’École française de Rome dont il fut membre de 1956 à 1958 et devint rapidement l'un des spécialistes de l’Italie du Nord antique.
De retour en France, il exerça les fonctions d’assistant à la Sorbonne, de 1958 à 1962, puis de maître-assistant à l’École pratique des hautes études en 1963. Nommé ensuite à la faculté des lettres de Tours, il y accomplit le reste de sa carrière universitaire, d’abord en tant que chargé d’enseignement, puis comme professeur des universités, dirigeant pendant de longues années l’Institut d’études latines de cet établissement.
Il sut éveiller, grâce à son exceptionnelle puissance de travail et à son enthousiasme communicatif, de nombreuses vocations de latinistes et d’archéologues. On assiste en nombre à ses cours, on le choisit souvent ensuite comme directeur de mémoire et de thèse, on recherche sa présence dans les jurys de doctorat. Ses anciens étudiants gardent de lui un souvenir très fort, en particulier tous ceux de son séminaire de topographie historique et de photo-interprétation, de l’École pratique des hautes études. Ils cultivent la mémoire des heures passées à l’écouter et reconnaissent volontiers leur dette à son égard.
Son infatigable activité de chercheur conduisit Raymond Chevallier à fonder et à présider le centre de recherches André-Piganiol et à organiser annuellement de nombreux colloques. Raymond Chevallier était membre résidant de la Société nationale des antiquaires de France, qu’il présida en 1997, et son rayonnement international lui valut de devenir en 1978 correspondant de l’Académie pontificale d’archéologie, et membre de l’Institut archéologique allemand en 1986. Plusieurs décorations, au fil des années, sont venues témoigner de la qualité de ses travaux.  
Son service militaire, effectué dans l’Armée de l'air, lui avait révélé l’intérêt de la photographie aérienne pour la recherche archéologique et a fait de lui un émule très actif des grands précurseurs dans ce domaine, le père Antoine Poidebard et le colonel Baradez. Sa carrière dans le cadre de la réserve l’a mené au grade de colonel. Elle lui a permis de se tenir informé des plus récents progrès de la technique et d'en perfectionner certaines applications, telles que la détection des traces de cadastres antiques, de voies romaines ou d'agglomérations disparues. Ce domaine de recherche le conduisit, de 1976 à 1980, à la présidence de la Société française de photogrammétrie et télédétection. 
Raymond Chevallier était un auteur particulièrement fécond. Une cinquantaine d'ouvrages traitent de ses thèmes favoris : les historiens romains, l’Italie du Nord antique, la Gaule indépendante et romaine, la photographie aérienne et ses applications archéologiques, sans parler de plusieurs volumes de la collection « Que sais-je ? » et d’une quantité élevée d’ouvrages réalisés en collaboration. À ces livres s’ajoutent des centaines d’articles, dans des publications savantes françaises et étrangères dont Archéologia. On a fait appel à lui d’autre part pour des participations au Grand Larousse encyclopédique, à l’Encyclopædia Universalis, et à l’Encyclopédie de la Pléiade. Il a réalisé plusieurs expositions photographiques sur l’Antiquité, et a prononcé de multiples conférences tant en France qu'à l’étranger.
Raymond Chevallier est mort, âgé de 75 ans, le 30 novembre 2004. Il repose auprès de son épouse, au cimetière de Belmont, dans l’Ain.
Son séminaire de topographie historique et de photointerprétation fut fréquenté par beaucoup de prospecteurs aériens français : R. Agache, J. Dassié, R. Goguey, D. Jalmain, L. Monguilan, etc.

## Publications

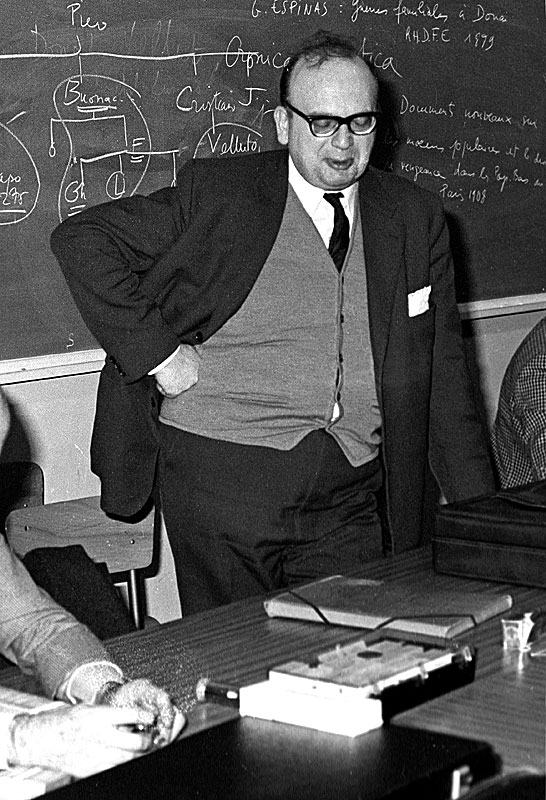
Le professeur Raymond Chevallier.

- Le Milieu stoïcien au Ier siècle de notre ère ou l’âge héroïque du stoïcisme romain, Les Belles Lettres, 1960
- Rome et la Germanie au Ier siècle de notre ère, Bruxelles, collection Latomus, 1961
- L’Avion à la découverte du passé, Fayard, 1964
- Dictionnaire de la littérature latine, Larousse, 1968
- La Photographie aérienne, A. Colin, 1971
- Les Voies romaines, A. Colin, 1972, traduit et édité à deux reprises en anglais
- Tabula Imperii Romani, feuille M 31, Picard, 1975
- A.N.R.W., Gallia Narbonensis, (trois participations à) 1975
- Gallia Lugdunensis, 1975
- Les Méthodes de prospection archéologiques, 1982
- La Romanisation de la Celtique du Pô. Essai d’histoire provinciale, École française de Rome, 1983
- Iter Italicum, Les Belles lettres, Paris, 1984 (avec E. Chevallier)
- Ostie, ville et port, Les Belles Lettres, 1986
- L’Antiquité gréco-romaine vue par le siècle des Lumières, Tours, Centre de recherches A. Piganiol, 1987
- Voyages et déplacements dans l’Empire romain, Armand Colin, 1988
- Aquilée et la romanisation de l’Europe, 1990
- L’Artiste, le collectionneur et le faussaire. Pour une sociologie de l’art romain, Armand Colin, 1991
- Les Voies romaines, Picard, Paris, 1997
- Lecture du temps dans l'espace, Picard, Paris, 2000